# ویکتور ربنجوک
ویکتور ربنجوک (انگلیسی: Victor Rebengiuc؛ زادهٔ ۱۰ فوریهٔ ۱۹۳۳) بازیگر سینما و تئاتر اهل کشور رومانی است. وی یک فعال اجتماعی نیز می‌باشد. این هنرمند تاکنون در تئاتر نقش بیش از ۲۰۰ شخصیت را بازی کرده است.
از فیلم‌هایی که وی در آن نقش داشته‌است، می‌توان به سه‌شنبه، پس از کریسمس، گرز سه نشان، پیامبر، طلا و اهالی ترانسیلوانی، سه‌شنبه، پس از کریسمس، خیلی دیر، عروسی بی سروصدا، میتیکا، زنگ‌ها برای چه به صدا درآمده‌اند؟، خانواده مورومته، ایستگاه بعدی بهشت و بلوط اشاره کرد.